# Schmerzke
Schmerzke  ist ein Ortsteil von Brandenburg an der Havel. Das Dorf liegt etwa vier Kilometer südöstlich des Stadtkerns an der B 102.

## Lage und Geschichte
Im Norden und Westen des Ortes befinden sich die Zaucheschen Havelwiesen, im Süden befindet sich neben Ackerland die Schmerzker Heide, ein Waldgebiet. Der Dorfkern befindet sich westlich der B 102 an einer Sackgasse.
Auf dem Gebiet des Dorfes wohnten bereits zur Jungeisenzeit Menschen, es gibt aus dieser Zeit Funde. 2020 wurde ein Kult- und Bestattungsplatz der jungsteinzeitlichen Kugelamphorenkultur mit Rinderbestattungen entdeckt.
Die erste urkundliche Erwähnung in der Form Smerceke stammt aus dem Jahre 1267, es gehörte dem Bischof von Brandenburg. 1284 kaufte das Domkapitel von Brandenburg den Ort; in diesem Jahr ist die Namensform Smercik belegt. Der Ortsname ist slawischer, genauer altpolabischer Herkunft und bedeutet "Siedlung bei einer Fichte" (vgl. Obersorbisch šmrěk "Fichte", beide aus proto-slawisch *smerka "Fichte").
Im Jahre 1624 lebten hier zwölf Hüfner und sechs Kössäten. Nach dem Dreißigjährigen Krieg lebten hier sieben Menschen. In den Jahren 1757 und 1775 brannte das Dorf vollständig ab, es wurde danach jeweils wieder aufgebaut.
Im Jahre 1925 wurde nördlich von Schmerzke und östlich der Kreuzung von B 1 und B 102 die Siedlung Neuschmerzke errichtet. Im Jahre 1952 wurde eine LPG in Schmerzke gegründet. Von 1950 bis 1952 war Schmerzke ein Ortsteil des Stadtkreises Brandenburg. Seit dem 6. Dezember 1993 gehört Schmerzke wieder zu Brandenburg an der Havel.

## Sehenswürdigkeiten

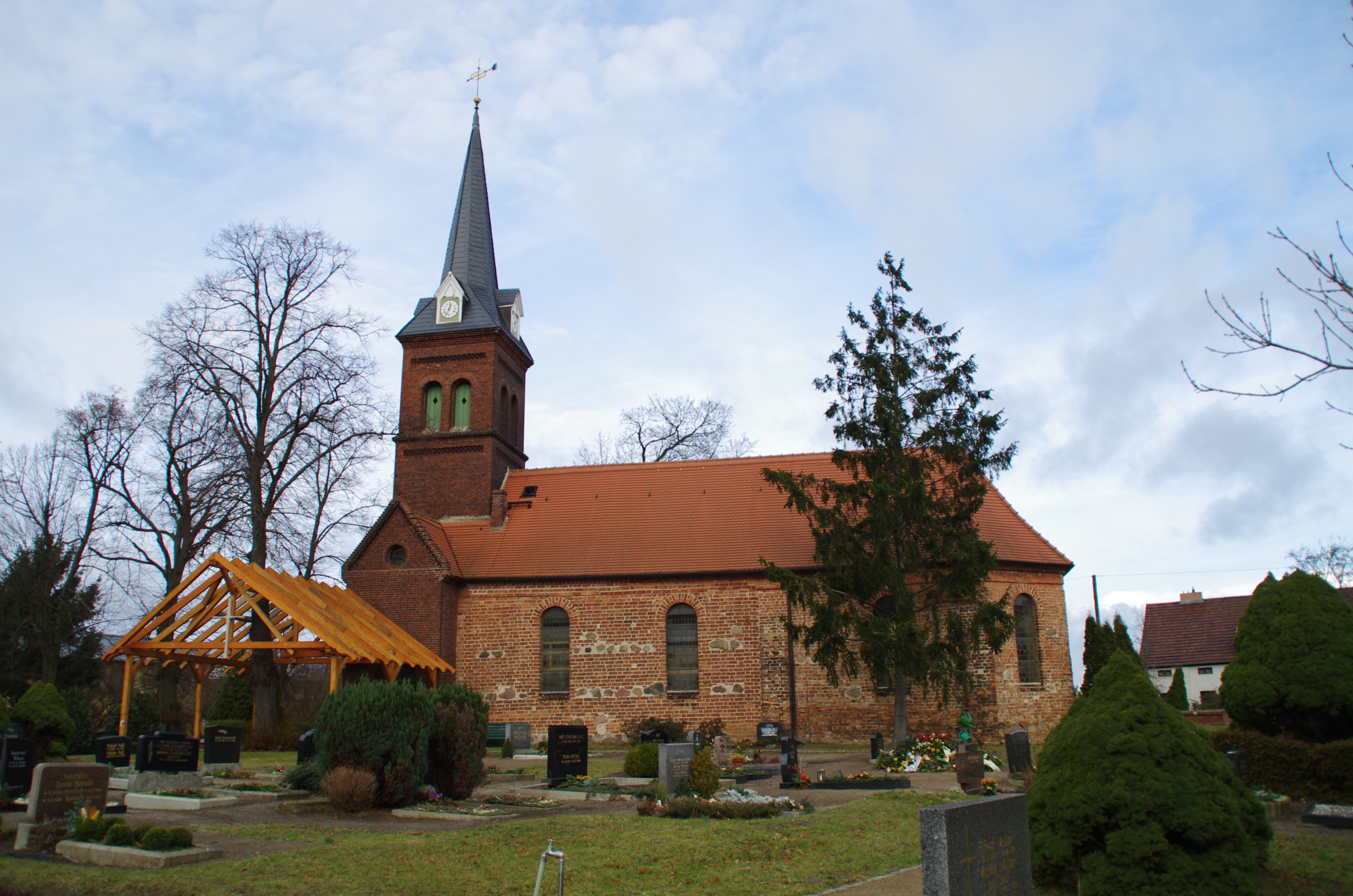
Dorfkirche Schmerzke

In Schmerzke sind fünf Baudenkmale gelistet (siehe Denkmalliste).
- Dorfkirche Schmerzke, einschiffiger, unverputzter Backsteinbau, dessen Umfassungsmauern teils aus dem 15. Jahrhundert stammen und in den Neubau von 1714 einbezogen wurden. An der Kirche wurden im Herbst 2001 in Vorbereitung der Anlage von Regenwassersickergruben zwei kleine Flächen des Friedhofs archäologisch untersucht. Es wurden auf der Nordseite neun und auf der Südseite 15 Gräber sowie zahlreiche Sammelknochen gefunden.[5][6]
- Das sowjetische Ehrenmal liegt unmittelbar hinter dem ursprünglichen Eingang zum Kirchhof. Es handelt sich um einen schlichten, querrechteckigen Stein mit Inschrift sowie Fahne, Stern, Hammer und Sichel in Goldritzung.